# Alineaments de Carnac

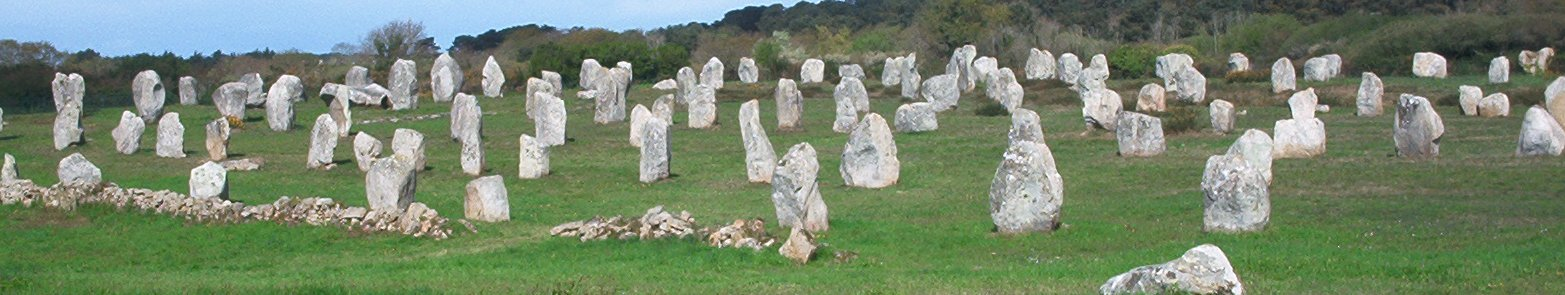
Alineaments de menhirs, a Carnac

Els alineaments de Carnac són un conjunt d'alineaments megalítics de Bretanya. És el monument prehistòric més extens del món. Està situat al nord i als afores de Carnac, al costat del golf de Morbihan (departament d'Ar Mor-Bihan). Està inclòs en el Patrimoni històric de l'estat francès i, el 1996, van ser inscrits a la llista indicativa de la Unesco com a candidats a Patrimoni Mundial de la Humanitat.
La primera excavació extensiva se'n va realitzar en la dècada de 1860 per l'antiquari escocès James Miln, que va determinar que menys de 700 de les 3.000 pedres seguien dretes. La gran afluència de turistes ha erosionat el sòl en què s'assenten els menhirs de Carnac, amb el risc que les pedres basculin i caiguin. Això, unit a les agressions directes que han sofert alguns menhirs, va motivar que el 1991 s'aixequés un tancat al voltant de les zones més deteriorades. Avui només els especialistes, estudiosos i cuidadors poden accedir a les pedres en la major part del recinte.

## Context

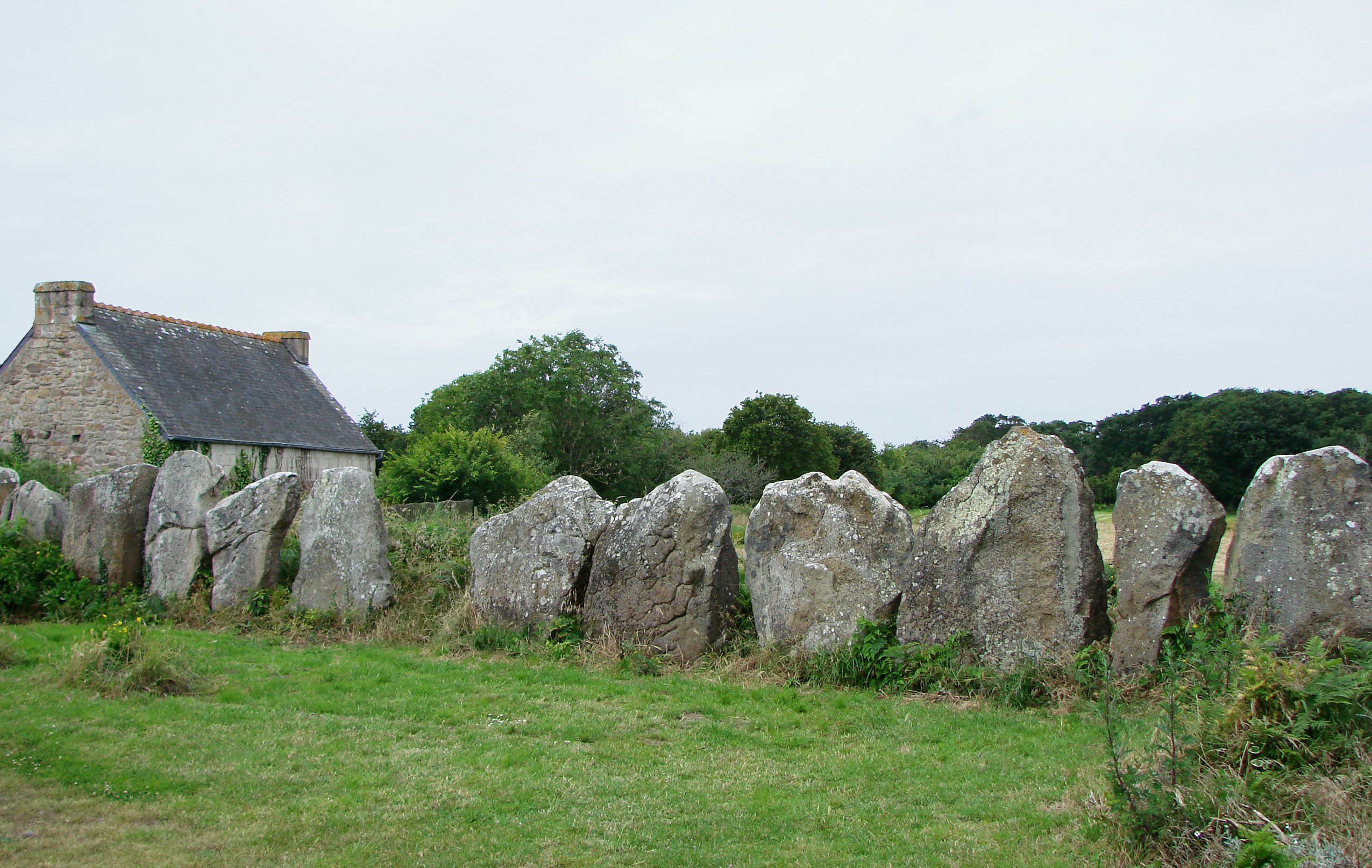
Pedres reutilitzades per a construir el mur d'un jardí

Els menhirs de Carnac van ser aixecats durant el Neolític en un procés de segles de durada, entre el 4500 i el 2500 aC, per comunitats sedentàries que vivien en grans cases de fusta i fang i practicaven l'agricultura i la ramaderia. El paper de Carnac com a assentament té una antiguitat de 6.000 anys.
Els alineaments de Carnac sumen uns 4.000 menhirs, repartits en 40 hectàrees de superfície i 4 km de longitud. Es divideixen en quatre àrees: LeMénec, Kermario, Kerlescan i Le Petit Ménec. Le Ménec es troba a la dreta de la carretera que travessa el lloc, i Kermario, Kerlescan i Le Petit Ménec a l'esquerra.

## Le Ménec
El conjunt més important és el de Le Ménec, format per 1.099 menhirs disposats en 11 fileres de 100 m d'ample per 1,2 km de llarg. L'alineament està flanquejat en els seus dos extrems (est i oest) per cromlecs (cercles de pedres). El cromlec occidental està compost per 70 menhirs i fa 100 m. El cromlec oriental està molt deteriorat, però encara sobreviu. L'alineament rep el nom del caseriu Le Ménec, que es troba a l'extrem occidental. Les pedres situades a l'oest són les més grans: arriben en alguns casos als 4 m. La seva grandària va reduint-se al llarg de l'alineament fins a arribar a només 90 cm en l'extrem oriental. Les fileres no són rectes, sinó que descriuen una suau corba cap al nord-est.

## Kermario

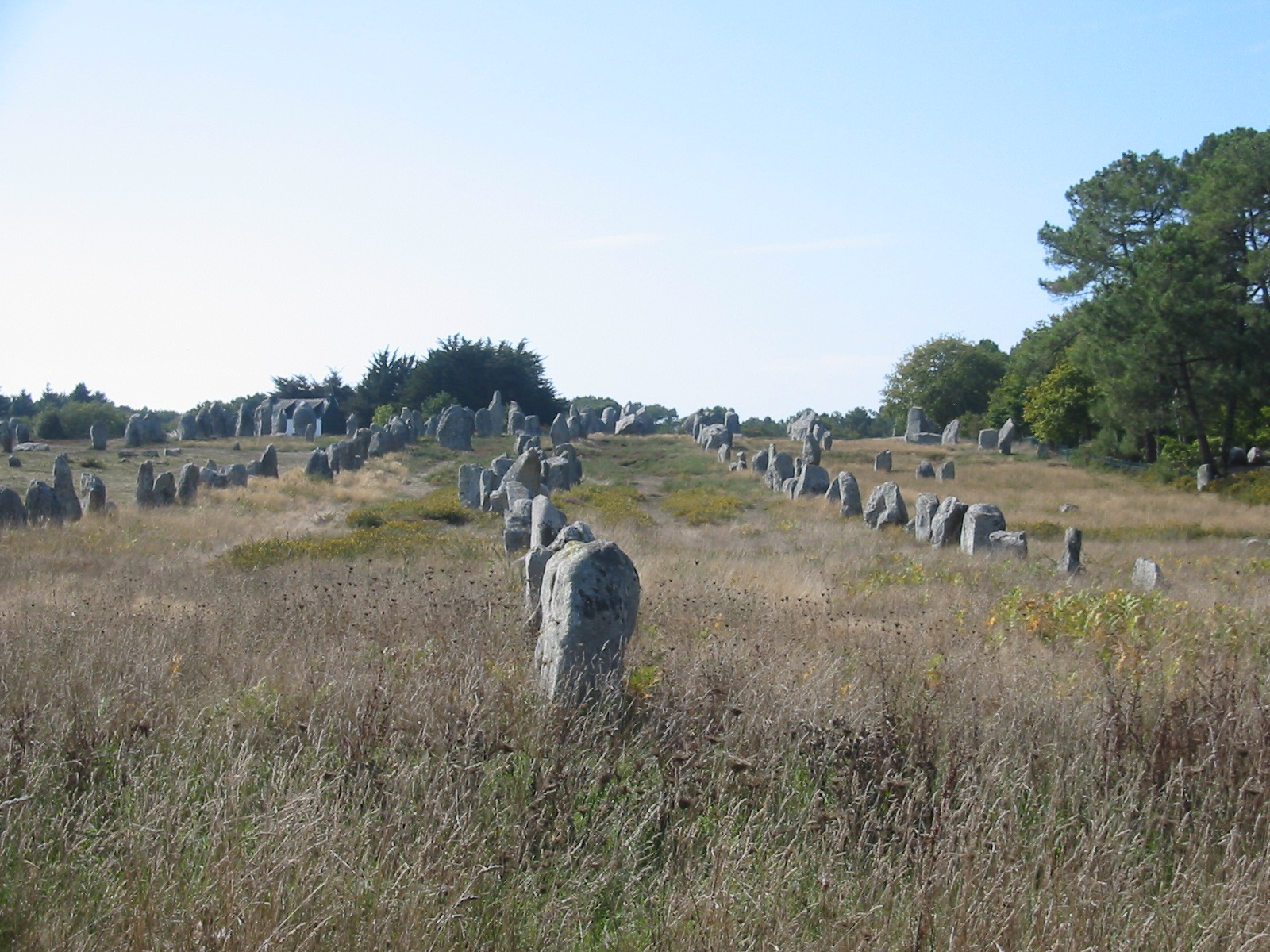
Kermario

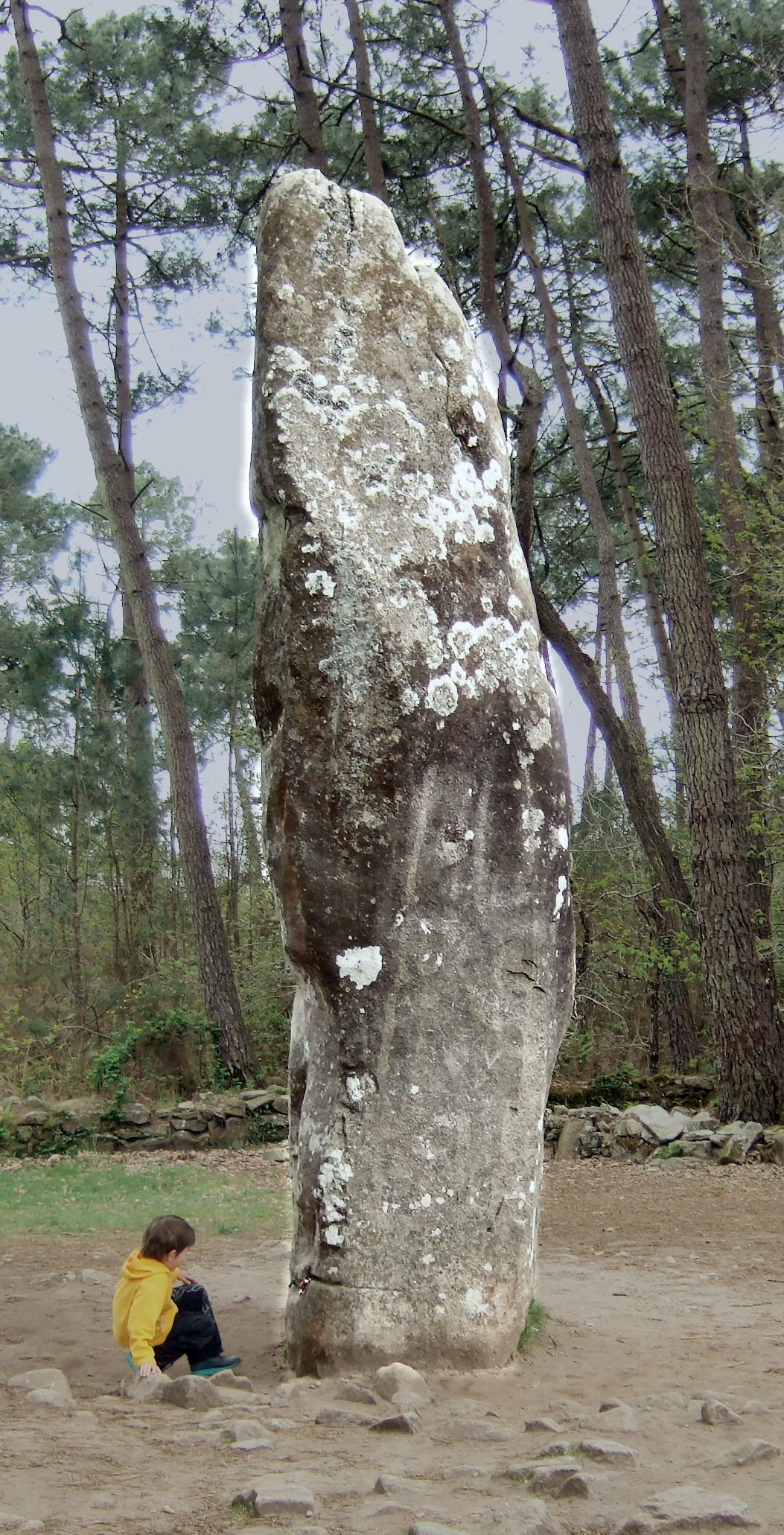
Gegant de Manio

L'alineament de Kermario, a l'est de Le Ménec, és el més conegut i també el més freqüentat. Conté 982 menhirs en 10 fileres que s'estenen en 1,2 km. A Kermario hi ha les pedres més grans de Carnac: la major té més de 7 m d'altura. Els menhirs de Kermario, com els de Le Ménec, van disminuint de grandària a mesura que s'aproximen al límit oriental, on hi ha tres grans roques que formen una línia perpendicular als alineaments.
No lluny de Kermario està el quadrilàter de Manio, un recinte o túmul funerari delimitat per una sèrie de pedres d'1 m d'alt que formen un quadrat. També es troba pròxim el Gegant de Manio, un menhir solitari amb una alçada de 6 m. Entre l'alineament i la zona de Manio apareix l'estany de Kerloquet, la creació del qual en el segle xix va destruir una part de l'alineament.

## Petit Ménec
Més a l'est encara, en un bosc situat més enllà de la carretera que condueix a La Trinité-sur-Mer, es troba l'alineament de Le Petit Ménec, recentment restaurat, amb 100 pedres. Se sospita que Le Petit Ménec és en realitat una prolongació de Kerlescan.

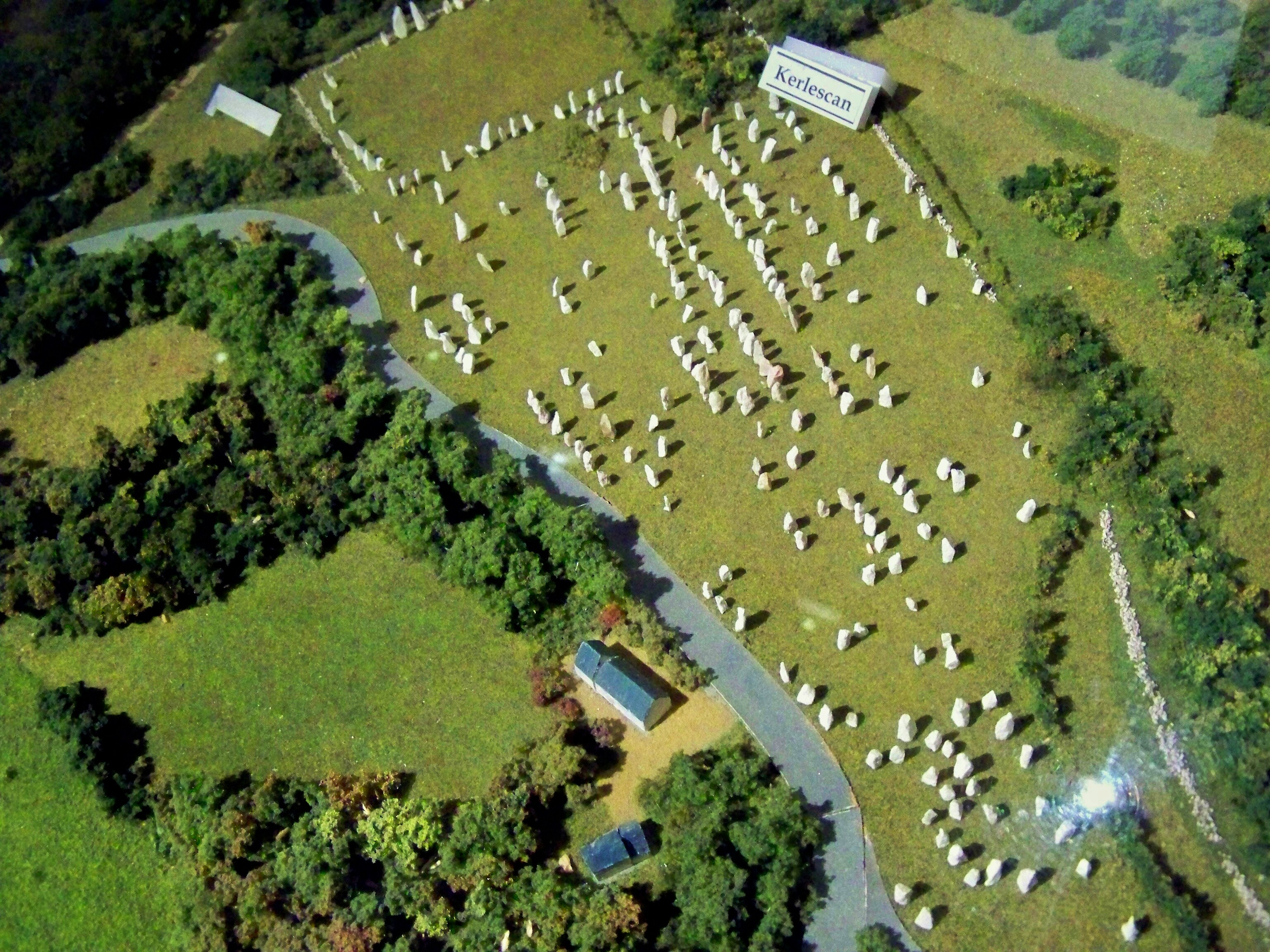
Vista aèria de Kerlescan

## Kerlescan
L'alineament de Kerlescan, a l'est de Kermario, consta de 540 pedres, organitzades en 13 fileres de 139 m d'ample i 880 m de llarg. En el seu extrem occidental hi ha un cròmlec de 39 menhirs. És l'alineament millor conservat.

## Funció
Antigament s'havien formulat diverses teories per explicar la presència dels menhirs, algunes de curioses: vestigis del diluvi universal, restes d'un campament romà, balises per a la navegació, etc. Jerome Penhouet va suggerir al 1826 que els alineaments podien ser el fòssil d'una enorme serp que s'hauria desplaçat sobre Bretanya en eres prehistòriques. Uns altres creien que eren enormes avingudes que havien conduït a antics temples avui inexistents. L'explicació més acceptada entre els científics és que els menhirs són tombes i el conjunt una gran necròpoli (com la majoria dels monuments megalítics).
No obstant això, alguns autors han postulat hipòtesis de tipus arqueoastronòmic per explicar la raó de ser de Carnac. Jacques Cambry va ser el primer que va aventurar, al 1794, la idea d'una relació amb els cossos celestes. Al 1970, l'enginyer anglès Alexander Thom va reprendre la idea i va aplicar a Carnac els estudis que l'astrònom Gerald Hawkins havia realitzat sobre Stonehenge. Va afirmar que Carnac era un observatori astronòmic, on les fileres de menhirs i els seus perpendiculars estan orientades cap als punts solsticials i equinoccials de sortida del sol, creant així un calendari que permetia predir les etapes importants de la vida agrícola. La veritat és que aquestes teories, encara que interessants, foren i segueixen sent rebudes amb un prudent escepticisme per part de la comunitat científica.

## Llegendes

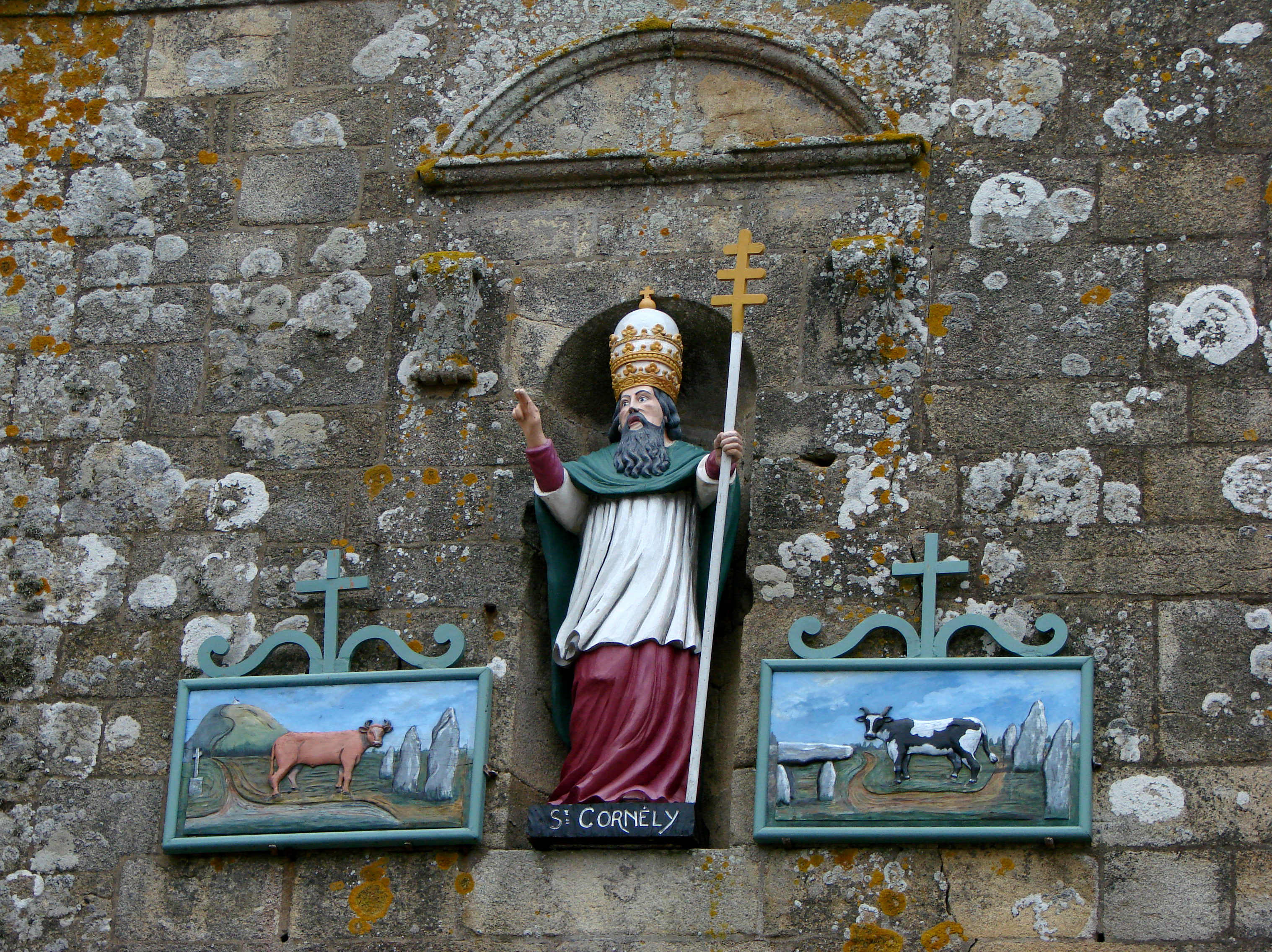
Imatge de sant Corneli

Per descomptat, la tradició local ha creat nombroses llegendes al voltant dels menhirs. Una n'afirma que els megàlits són soldats romans petrificats per Déu per protegir sant Corneli, patró de la zona de Carnac i del bestiar, que era perseguit pels romans. Una altra assegura que, a les nits, les pedres es desenterren i avancen cap al mar per banyar-s'hi o beure'n. Se'ls han atribuït poders curatius, i es creia que podien donar fertilitat i ajudar els joves que desitjaven trobar parella.